# Bushy House

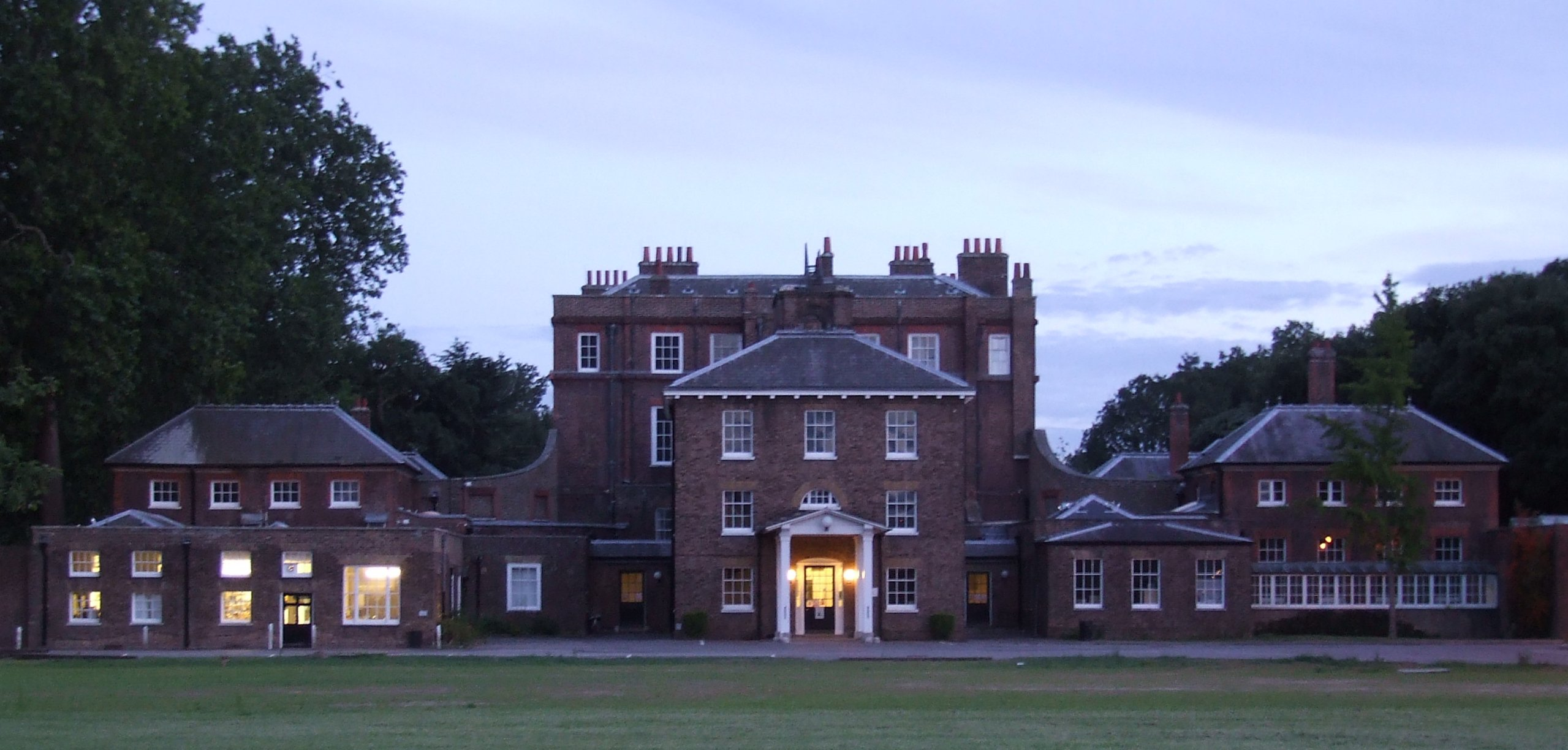
Bushy House em 2007

Bushy House é uma antiga residência real e sede do National Physical Laboratory (GB), no Bushy Park, em  Londres. Foi construída por William Samwell a pedido de Eduard Proger e reconstruída por Charles Montagu entre 1713 e 1715 após comprar os 3 parques da Duquesa de Cleveland. A casa, em seguida, passou para George Montagu, primo de Charles. 
A Bushy House e mais 30 hectares de área (120.000 m2) foram colocados a disposição para abrigar o National Physical Laboratory (GB), em 1900. Hoje a Bushy House ainda contém uma série de laboratórios, dois pequenos museus que contém velhos equipamentos científicos e várias salas utilizadas para reuniões e conferências.